# واحد متسادا
واحد متسادا (عبری: יחידת מצדה‎) یا واحد متزادا یگان عملیات ویژه زیرمجموعه ستاد کل نیروهای دفاعی اسرائیل است، که در سال ۲۰۰۳ تأسیس شد.
این یگان یک واحد تاکتیکی است که وظیفه آن شناسایی و دستگیری زندانیان فراری، نجات گروگان، عملیات ویژه، عملیات پشتیبانی برای سایر واحدها در طول یورش به مراکز اصلاح و تربیت، شورش تاکتیکی در زندان و محافظت از افراد مهم است. واحد متسادا یکی از پنج واحد نجات گروگان در اسرائیل است. واحد متزادا در کار با سلاح‌های غیرکشنده تخصص دارد. مربیان این واحد در این زمینه به تمام جامعه دفاعی اسرائیل مشاوره و کمک می‌دهند.